# Anker Kihle
Anker Kihle (Skien, 19 d'abril de 1917 - Skien, 1 de febrer de 2000) fou un futbolista noruec de la dècada de 1930.
Disputà 2 partits amb la selecció de futbol de Noruega l'any 1939, amb la qual participà en el Mundial de 1938, com a jugador reserva. Pel que fa a clubs, va pertànyer a l'Storm.